# Église Saint-Paul de Villar-en-Val
Pour les articles homonymes, voir Église Saint-Paul.
L'église Saint-Paul est une église située en France sur la commune de Villar-en-Val, dans le département de l'Aude en région Languedoc-Roussillon.
Elle fait l'objet d'une inscription au titre des monuments historiques depuis le 30 juillet 1998.

## Localisation
L'église est située sur la commune de Villar-en-Val, dans le département français de l'Aude.

## Historique
L'édifice est inscrit au titre des monuments historiques en 1998.